# نوفل بنيس
نوفل بنيس (11 مارس 2002) هو لاعب كرة قدم هولندي، يلعب كمهاجم لنادي المرخية القطري.

## مهنة النادي
انضم بنيس إلى أكاديمية فينورد للشباب في عام 2016، بعد أن قضى فترات في أكاديميتي هاغلانديا وأدو دين هاغ. في 24 مايو 2018، وقع أول عقد احترافي له مع فينورد. بدأ أول مباراة احترافية له مع فينورد في مباراة ضد سبارتا روتردام، في الدوري الهولندي في 4 أغسطس 2019  وفي 1 نوفمبر 2020، سجل هدفه الأول لصالح فينورد، والثالث في المباراة في الدقيقة 94 (فوز 3-2).
في يناير 2021، انضم إلى دوردريخت على سبيل الإعارة للفترة المتبقية من موسم 2020–21.
في يناير 2022، مدد عقده لمدة عام حتى منتصف عام 2022 وانضم إلى فريق ناك بريدا الذي يلعب في دوري الدرجة الأولى على سبيل الإعارة لبقية الموسم.
في 18 يوليو 2022، انضم إلى آيندهوفن على سبيل الإعارة أيضاً.
في 18 يوليو 2023، أعلن نادي فينورد انتقال بانيس إلى نادي المرخية القطري.

## مهنة دولية
ولد بانيس في هولندا وهو من أصول مغربية. وهو لاعب دولي للشباب في هولندا، وساعدهم على الفوز ببطولة أوروبا تحت 17 سنة 2019.

## الإحصائيات المهنية
آخر تحديث 1 يوليو 2023.
| النادي           | الموسم          | الدوري                  | الدوري | الدوري  | الكأس الوطنية | الكأس الوطنية | أوروبا | أوروبا  | أخرى   | أخرى    | المجموع | المجموع |
| النادي           | الموسم          | القسم                   | الظهور | الأهداف | الظهور        | الأهداف       | الظهور | الأهداف | الظهور | الأهداف | الظهور  | الأهداف |
| ---------------- | --------------- | ----------------------- | ------ | ------- | ------------- | ------------- | ------ | ------- | ------ | ------- | ------- | ------- |
| فاينورد          | 2019–20         | الدوري الهولندي الممتاز | 4      | 0       | 0             | 0             | 2      | 0       | —      | —       | 6       | 0       |
| فاينورد          | 2020–21 ‏        | الممتاز                 | 6      | 1       | 0             | 0             | 3      | 0       | —      | —       | 9       | 1       |
| فاينورد          | 2021–22 ‏        | الممتاز                 | 2      | 1       | 1             | 0             | 4      | 0       | —      | —       | 7       | 1       |
| فاينورد          | المجموع         | المجموع                 | 12     | 2       | 1             | 0             | 9      | 0       | 0      | 0       | 22      | 2       |
| دوردريخت (إعارة) | 2020–21         | الدرجة الأولى           | 17     | 5       | 0             | 0             | —      | —       | —      | —       | 17      | 5       |
| بريدا (إعارة)    | 2021–22         | الدرجة الأولى           | 13     | 6       | 2             | 1             | —      | —       | —      | —       | 17      | 5       |
| آيندهوفن (إعارة) | 2022–23         | الدرجة الأولى           | 33     | 9       | 2             | 0             | —      | —       | 2      | 0       | 37      | 9       |
| المجموع الوظيفي  | المجموع الوظيفي | المجموع الوظيفي         | 75     | 22      | 5             | 1             | 9      | 0       | 2      | 0       | 91      | 23      |

1. 1 2  الظهور في الدوري الأوروبي
2. ↑  الظهور في دوري المؤتمر الأوروبي
3. ↑  الظهور في التصفيات

## الانجازات
هولندا تحت 17 سنة
- بطولة أوروبا تحت 17 سنة: 2019.[12]

## روابط خارجية
- نوفل بنيس على موقع قاعدة بيانات كرة القدم.إي يو (الإنجليزية)
- نوفل بنيس على موقع Soccerway.com (الإنجليزية)
- نوفل بنيس على موقع عالم كرة القدم.نت (الإنجليزية)